# It Only Happens Every Time
It Only Happens Every Time är ett musikalbum från 1977 med Monica Zetterlund och Thad Jones/Mel Lewis Orchestra.

## Låtlista
1. It Only Happens Every Time (Thad Jones) – 5'13
2. Long Daddy Green (Blossom Dearie/Dave Frishberg) – 3'38
3. Silhouette (Lars Gullin) – 4'37
4. He Was Too Good To Me (Richard Rodgers/Lorenz Hart) – 5'06
5. The Groove Merchant (Jerome Richardson) – 4'07
6. Love To One Is One To Love (Thad Jones) – 4'14
7. Happy Again (Lars Gullin) – 4'16
8. The Second Time Around (Jimmy Van Heusen/Sammy Cahn) – 5'39

## Medverkande
- Monica Zetterlund – sång
- Thad Jones – flugelhorn
- Mel Lewis – trummor
- Harold Danko – piano
- Rufus Reid – bas
- Jerry Dodgion – saxofon, flöjt
- Ed Xiques – saxofon, flöjt, klarinett
- Rich Perry – saxofon, flöjt, klarinett
- Dick Oatts – saxofon, flöjt, klarinett
- Pepper Adams – saxofon
- Frank Gordon – trumpet
- Earl Gardner – trumpet
- Jeff Davis – trumpet
- Larry Moses – trumpet
- Earl McIntyre – trombon
- John Mosca – trombon
- Clifford Adams – trombon
- Billy Campbell – trombon